# Derby di Fiume
Il derby di Fiume (Riječki gradski derbi in croato) è il nome dato alle sfide fra HNK Rijeka e NK Orijent, le due principali squadre di calcio di Fiume.
La rivalità risale sin da quando la parte occidentale della città, Fiume, faceva parte del Regno d'Italia, mentre la parte orientale, Sussak (Sušak in croato), era parte del Regno di Jugoslavia. Fra il 1932 ed il 1940 la Fiumana e l'Orijent disputarono 10 partite: 9 le vinse la Fiumana, 1 per gli orientali.
Numerosi derby cittadini sono stati disputati dopo la Seconda guerra mondiale, soprattutto quando entrambe le compagini militavano nella seconda divisione jugoslava fra il 1969 ed il 1973. Su 14 incontri il Rijeka ne ha vinti 11, 1 per l'Orijent, 2 i pareggi. L'ultimo derby è stato giocato nella Prva liga 1996-97, l'unica volta che le 2 squadre si sono trovate nella stessa divisione dal 1972-73.

## Elenco delle sfide
Le due squadre hanno giocato 14 partite di campionato e 10 di coppa. In più si sono incontrate in 70 amichevoli. Questa lista illustra quelle di campionato e alcune di coppa.

### Legenda
|  | pareggio         |
|  | vittoria Orijent |
|  | vittoria Rijeka  |

### Partite[3]
| #  | Data       | Competizione                  | Stadio   | Risultato | Marcatori Rijeka                                                      | Marcatori Orijent                | Spettatori |
| -- | ---------- | ----------------------------- | -------- | --------- | --------------------------------------------------------------------- | -------------------------------- | ---------- |
| 1  | 12/03/1952 | 2ª Div. Jugoslava             | Cellini  | 3 – 0     | Osojnak (2), Mrvoš                                                    |                                  |            |
| 2  | 04/05/1952 | 2ª Div. Jugoslava             | Krimeja  | 1 – 4     | Lokošek (3), Chinchella                                               | Ljubačev                         |            |
| 3  | 08/12/1957 | 2ª Div. Jugoslava             | Krimeja  | 0 - 2     | Medle, Naumović                                                       |                                  |            |
| 4  | 18/05/1958 | 2ª Div. Jugoslava             | Cantrida | 8 - 0     | Radaković (3)                                                         |                                  |            |
| 5  | 30/11/1969 | 2ª Div. Jugoslava             | Cantrida | 3 – 0     | Bursać, Živadinović                                                   |                                  |            |
| 6  | 14/06/1970 | 2ª Div. Jugoslava             | Krimeja  | 0 - 1     | Poldrugovac                                                           |                                  |            |
| 7  | 02/12/1970 | 2ª Div. Jugoslava             | Krimeja  | 0 - 2     |                                                                       |                                  |            |
| 8  | 06/06/1971 | 2ª Div. Jugoslava             | Cantrida | 2 - 1     |                                                                       |                                  |            |
| 9  | 05/02/1971 | 2ª Div. Jugoslava             | Krimeja  | 0 - 0     |                                                                       |                                  |            |
| 10 | 11/06/1972 | 2ª Div. Jugoslava             | Cantrida | 4 - 1     |                                                                       |                                  |            |
| 11 | 10/09/1972 | 2ª Div. Jugoslava             | Cantrida | 1 - 2     |                                                                       | Škrtić, Brnelić                  |            |
| 12 | 01/04/1973 | 2ª Div. Jugoslava             | Krimeja  | 0 - 2     | Machin, Cukon                                                         |                                  |            |
| 13 | 02/08/1989 | Coppa di Jugoslavia 1989-1990 | Krimeja  | 0 - 1     | Beširević                                                             |                                  |            |
| 14 | 25/08/1996 | 1ª Divisione Croata 1996-1997 | Krimeja  | 2 - 2     | Ostojić, Biškup (aut.)                                                | Filipović, Škopljanac            |            |
| 15 | 09/03/1997 | 1ª Divisione Croata 1996-1997 | Cantrida | 4 - 0     | Brkić (2), Anić, Hasančić                                             |                                  |            |
| 16 | 01/10/1997 | Coppa di Croazia 1997-1998    | Cantrida | 0 - 2     |                                                                       | Deluka, Smolić                   |            |
| 17 | 18/02/2009 | Amichevole                    | Krimeja  | 4 – 1     | Budicin                                                               | Bajramović, Weitzer (2), Barišić | 500        |
| 18 | 18/08/2009 | Amichevole                    | Krimeja  | 2 – 2     | Bajramović, Matko                                                     | ?                                | ?          |
| 19 | 09/02/2013 | Amichevole                    | Kantrida | 3 – 0     | Benko (2), Jogan                                                      |                                  | 300        |
| 20 | 25/08/2015 | Amichevole                    | Rujevica | 9 – 1     | Vizinger (2), Sharbini, Bezjak, Močinić, Roshi, Tomečak (2), Bradarić | Omerović                         | 2.000      |
| 21 | 09/10/2017 | Amichevole                    | Krimeja  | 0 – 2     | Jelić, Črnic                                                          |                                  | 2.000      |